# Jean-Marie Doré
  Jean-Marie Doré    (Bossou, 12 de juny de 1938 - Conakry, 29 de gener de 2016) va ser un polític guineà que va ocupar el càrrec de primer ministre de Guinea des del 26 de gener fins al 24 de desembre de 2010.
Líder de la Unió pel Progrés de Guinea, va ser nomenat primer ministre per la junta militar que dominava el país des del cop d'estat de 2008, per organitzar unes «eleccions democràtiques». Anteriorment es va distingir per la seva oposició a l'ex-president Lansana Conté. Després de la celebració de les eleccions i la victòria del primer president democràtic, Alpha Condé, va ser substituït per Mohamed Said Fofana.